# Rubus praestans
Rubus praestans är en rosväxtart som beskrevs av Heinrich E. Weber. Rubus praestans ingår i släktet rubusar, och familjen rosväxter. Inga underarter finns listade i Catalogue of Life.